# نعومي جاكوب
نعومي جاكوب (بالإنجليزية: Naomi Jacob)‏ (1 يوليو 1884، ريبون في المملكة المتحدة - 27 أغسطس 1964، سيرميوني في إيطاليا)؛ ممثلة، كاتِبة وروائية بريطانية.

## روابط خارجية
- نعومي جاكوب على موقع IMDb (الإنجليزية)
- نعومي جاكوب على موقع قاعدة بيانات الفيلم (الإنجليزية)